# Феиджа
„Феиджа“ (на арабски: الحديقة الوطنية بالفايجة) е малък национален парк в северозападната част на Тунис, намиращ се в непосредствена близост до границата с Алжир.
Паркът е обявен с указ №90-907 на президента на Тунис от 4 юни 1990 г. Той обхваща обща площ от 2632 хектара, в това число 417 хектара, които представляват напълно защитена заградена зона, целяща опазването на берберския елен, африкански подвид на благородния. Голямото биологично разнообразие на региона е причина, която кара правителството на Тунис да се създаде защитената зона.

## Местоположение
Феиджа се намира в северозападния ъгъл на Тунис, на седем километра от град Гардимау и 195 km от столицата Тунис. Паркът се намира на територията на граничния планински масив Крумире. Районът е с типичен средиземноморски климат и естествени гори от корков дъб.

## Климат
Феиджа често е наричана естествената „водна кула“, поради факта че регионът се слави като един с най-високите нива на валежи в Тунис.
Климатът е средиземноморски, характеризиращ се с влажна и студена зима. През януари средната температура е 7 °C като може да падне до 0 °C. Вали и сняг, като снежната покривка може да достигне до 1 метър дебелина. През лятото температурата се повишава значително. Средните летни температури са около 29 °C, а в случаите, когато духат ветрове от района на Сахара е възможно за достигане и 45 °C.
Тук се намират 24 постоянни източника на прясна вода, като пет от тях се използват за водоснабдяване на населението в района.

## Флора
Гората се характеризира с два ендемични вида дъбови дървета, характерни само са западното средиземноморие – корков и канарски дъб. Горите могат да бъдат еднородни или смесени. Тук се срещат повече от 700 вида висши растения, а много от тях са и ендемити. Такива са мирта, кумарка (Arbutus unedo), пирен (Erica arborea) и обикновен глог. Срещат се и различни видове папрати, ендемични за Северна Африка циклами, ароматни теменуги и орхидеи.

## Фауна
Бозайниците във Феиджа наброяват 25 вида като емблематичен от тях е Берберският елен. Тук се срещат още златист чакал, лисица, реинтродуцирани сервали, котешка генета, Невестулка, сънливец, плъхове, зайци. Берберският подвид на дивата свиня е широко разпространен в дъбовата гора. Той допринася за възобновяването на гората като улеснява кълняемостта на семената. Ровенето с рилото при търсенето на ларви и грудки способства семената да попаднат в почвата и да покълнат.
Паркът е дом на многобройни видове насекоми, много от които са специфични за дъбовата гора. Те се характеризират с невероятни форми, прекрасни цветове, а понякога някои от тях са и изключително редки.
Влечугите наброяват 21 вида като сред тях се срещат гущери, хамелеони и костенурки. Най-голямо от гръбначните животни е птичото многообразие. Изброени са около 70 вида, като повечето от тях са постоянни обитатели на парка. Паркът е дом на редки нощни и дневни птици. Сред най-разпространени са сойките, пчелоядите, мухоловки, горския бекас, кълвачи и синигери.

## Население
Населението, обитаващо района около националния парк, наброява около 11 500 души. Поминъкът му е основно свързан с добива на дървени въглища, животновъдство, в по-малка степен растениевъдство и събиране на билки. Практикува се и дестилация на ароматни вещества от мирта и лавандула. Създаването на националния парк ограничило дейностите свързани с поминъка тук, което създало известни проблеми. Така например през 1994 г. рязко се увеличили горските пожари в националния парк. Правителството позволява ежегодно от парка да се добива мирта в район от 500 хектара. Позволява се и добива на мед от диви пчели единствено за покриване на нуждите на домакинствата в района.